# ストッキング

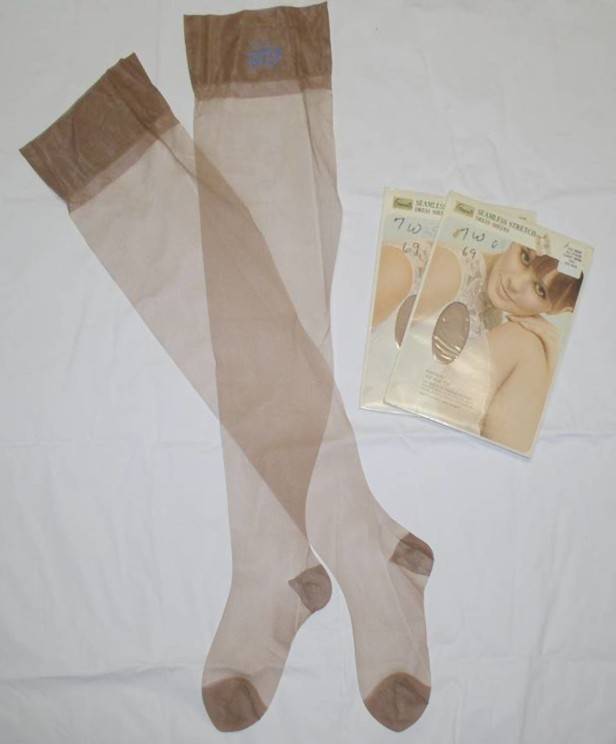
ナイロン製のトッキング

ストッキング（英語: stockings）とは長靴下のことで、通常は膝上以上のものを指し、短いものはソックスとよばれる。
今日では主に女性用の薄手の長い靴下を差し、通常は半透明のナイロン製またはシルク製で、脚にフィットしてガーターまたは大腿上部の伸縮性のある部分（シリコンストッパーなど）で支えられるものである。
古風な米国英語では男性用の長い靴下を意味した。15世紀後半に使用された古英語としての"Stocu"(sleeve) と"Stocc"(trunk)が語源とされる。身体の下半身を木の幹（Stock)と捉えたとも考えられている。かつては男性が野球やサッカーなどでスパイクシューズの下に着用する長い靴下を指す言葉として用いられることが多かったが、現在ではそれらは"high socks"や"long socks"などと呼び分ける傾向がある。
"Christmas stockings"の短縮を意味することもある。子供がクリスマスプレゼントをサンタクロースに入れてもらうために準備する長靴下の省略形の呼び方として使われる。

## 役割
伸縮性の編地が脚をひきしめてくれることによる脚線美。脚の冷えの予防、防寒、日焼け防止効果など。ファッションとして。
欠点としては、繊細な繊維でできているので「引っかけ」に弱く、伝線しやすく破れやすい。吸湿性に欠ける素材ゆえに靴の中で蒸れやすい。ただし最近は夏でも蒸れにくく、夏に着用しても涼しく過ごせるよう、繊維に体温と反応して吸熱させる特殊な液体を染みこませ、冷却感を維持できるように工夫された製品も開発されている。

## 歴史

### 西洋

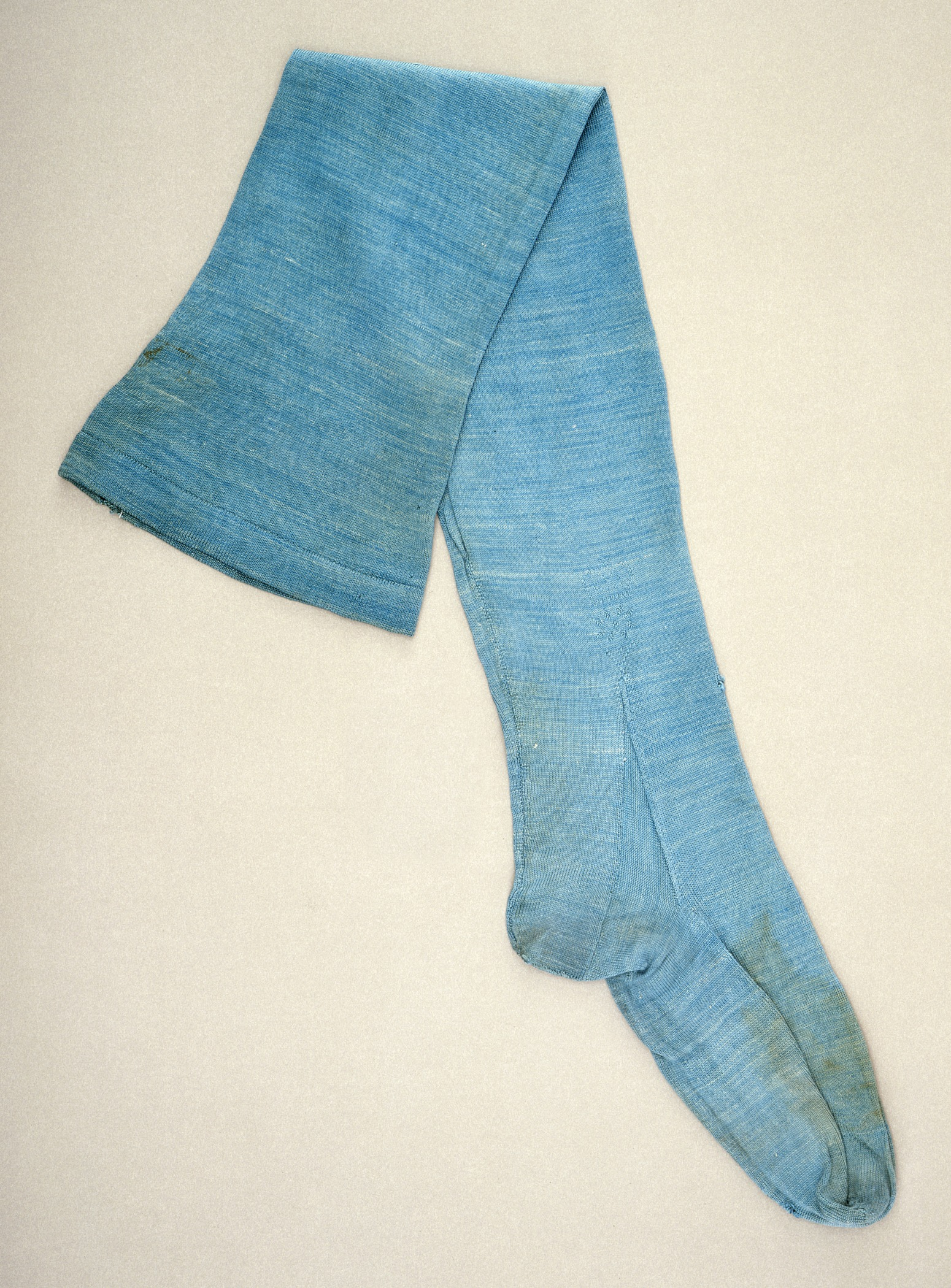
男性用ストッキング（1750年ころ）

古代ローマ時代に「udo」と呼ばれる靴下があり、それが戦士の長ブーツに合わせ、長くなり、やがてストッキングになったとされる。当時「ブーツを履かずにストッキング姿の男は、女みたいだ」と言われたことから、すでに婦人ストッキングも存在していたとされる。
ナイロン製ストッキングは1937年にウォーレス・カロザースによって発明され、1940年に発売された。極細のナイロンモノフィラメント繊維で生産され、爆発的に世界中に普及した。当時は筒状に編み立てる技術がなく、縫い目かがり（シーム）のある靴下として発売された。後年に開発される縫い目かがりのないストッキングを、「シームレスストッキング」という。

### 日本
16世紀中頃の室町時代の南蛮貿易の品の中にメリヤスゴウズ（手編みストッキング）があった。メリヤスは「靴下」を意味するポルトガル語のメイアス（MEIAS）、またはスペイン語のメディアス（MEDIAS）が転訛したものとされる。江戸時代になるとメリヤスタビと言われるようになった。1959年（昭和34年）には水戸光圀の遺品の中から7足のめりやす足袋が発見され、日本最古の靴下とされている。明治時代初期になるとメリヤス店（女利安屋）が誕生した。いわゆる「ストッキング専門店」である。1924年（大正13年）には人絹ストッキングが登場した。戦後、1949年（昭和24年）にはナイロン系ストッキングも生まれ、女性の社会進出を比喩する「戦後、強くなったのは女性と靴下（ストッキング）である」というフレーズが流行し、ストッキングは女性の社会的地位の向上と強さの象徴となった。
ナイロンとポリウレタン糸で編まれたストッキングは画期的な新製品とされ、日本に上陸したのは1952年。当時は何も脚に着用していないように見えるのが好まれず、国内ではあまり売れなかったが、後年には足首部分で編地がたるみにくいシームレスの良さが徐々に広まり、普及した。
2000年代に入ってからはカジュアルファッションの流れから素足の「生足ブーム」が起こり、秋冬でもそのような足元の女性が増加した。また、2000年代半ば頃から「レッグファッション」が流行し、その相乗効果でタイツやストッキングの着用人口も増えたといわれる。

## 種類
ガーターストッキング / ノン‐ガーターストッキング
ガーターストッキングとは、ずり落ち防止のため、ガーターベルトを腰に着用しそこから下方に伸びたサスペンダーでストッキング上端を留めるもの。ストッキング部分の長さはサイハイソックスよりもやや長い程度である。ガーターストッキングは取り扱いが不便なので、シームレスのパンティストッキングが普及して以降はあまり使われておらず、現在では主にコスプレ用や、男性客を相手にした「夜の街」の従業員の業務用などに用途が限られている。
後に、ずり落ちの少ないシームレスのパンティーストッキングが普及したことで「ガーターベルトは面倒」と、そのかわりにストッキングは一旦は廃れたが、ストッキングの上端部分のシリコンゴム編み部分を強化し簡単に着用できるノン‐ガーターストッキングが出回るようになってからは、「ガーターベルトは不便だが、パンストは好まない」という人に好まれ、販売されている。
パンティストッキング
パンティストッキング（略称「パンスト」）は、パンティー部分とストッキング部分を一体にした形状のナイロン製靴下。文脈によってはストッキングとパンティストッキングは対比的に別物として扱われることもある。別の文脈ではストッキング類の下位分類としてパンティーストッキングが扱われることもある。ガーターベルトが不要なこと、ずり落ちない優れた伸縮性から現在は「ストッキング製品類」の販売のほとんどを占めている。なお、補正用のインナーとしてズボン・スパッツ状（足の腿から下の部分がない）のものもある。
タイツ
タイツはパンティストッキングとほぼ同じ形状であるが、両者の違いは材質と厚み（デニール）である。材質もナイロンだけでなく羊毛や木綿の織物製ものも多く、主に防寒用として着用されるものである。
ショートストッキング
外観はハイソックスに準ずる。また、広義ではガーターストッキング・ノン‐ガーターストッキングもこれに含める場合がある。
エアーストッキング
スプレーで塗布する脚用化粧料のファンデーション。
医療用ストッキング
脚部の浮腫の初期治療、静脈瘤の管理、静脈血栓塞栓症の予防などの目的で、特に圧力・伸縮性を強めた弾性を持ったストッキングが販売されている。在宅で、あるいは医師の指導のもとで使用する。その他、特に身体拘束を要する重症患者のリスク管理の目的に使われることもある。
和装ストッキング
和装の際、和服の裾がまくれ上がっても足袋上部の脚部が露出するのを防止する目的で着用する。

## マナーとして
福助が2013年に20代から50代の働く女性581人を対象に行ったアンケートによれば、約6割が素足で仕事をするのは良くないと回答し、約9割がストッキングが必要であると回答、理由は「社会人としてのマナー」が最多であった。
公式の式典や大学生の就職活動などの特別に改まった場面においても、女性のストッキング着用はその場のマナーとされていることが多い。
結婚式や葬式などの場においては女性のストッキングの着用は今日でも必須とされている。